# إبراهيم الأنطاكي
إبراهيم الأَنْطاكي الحلبيّ الحمَّامي ويُعرف باسم أسطا إبراهيم الحمَّامي، هو موسيقيٌ شاعر، له موشحات وتصنيفات وأعمال موسيقية، كما جمع شعره في ديوانٍ كبيرٍ سماه «برهان البرهان»، وكان مكتوبًا بالعاميَّة. ولكن لم يصل إلينا ديوانه أو أي شيءٍ من موشحاته.
يذكرُ كتاب «كشف الظنون عن أسامي الكتب والفنون» للحاجي خليفة: «إبراهيم الأنطاكي الحلبي الشاعر. كان أديبًا عارفًا بالموسيقى... له برهان البرهان في ديوان شعره وتصانيف في الموسيقى». كما ورد في الجزء الأول من كتاب «الكواكِبُ السَّائِرة بأعيانِ المائة العاشرة» بأنَّ رضي الدين ابن الحنبلي (908 - 971 هـ = 1502 - 1563 م) قال عن إبراهيم الأنطاكي: «كان شاعرًا ذا ذكاء وذوق مع كونه عاميَّا». كما أشار الكتاب لأبياتٍ من شعره تحت عنوان «هويت رشا حاز الجمال بأسره»، وهيَّ:
تُشير المصادر بأنه وُلد وتُوفي في حلب، وكانت وفاته ليلة عيد الفطر عام 926 هجريًا الموافق 1520 ميلاديًا.

## وصلات خارجية
- إبراهيم الأنطاكي على موقع بوابة الشعراء.